# Чикалова, Ирина Ромуальдовна
Ири́на Ромуа́льдовна Чика́лова  — (род. 14 августа 1961 г., Минск, БССР) белорусский историк. Доктор исторических наук (2001), профессор (2006).

## Биография
Ирина Ромуальдовна Чикалова – уроженка Минска, где закончила среднюю школу имени Янки Купалы №19. Училась в единственном  в то время в республике специализированном классе с углубленным изучением истории у одного из самых неординарных учителей города Н.С. Алукер: «Класс с историческим уклоном в нашей школе, – вспоминает И.Р. Чикалова, – был открыт благодаря усилиям и настойчивости легендарного педагога Нелли Семеновны Алукер. Она была не просто известным преподавателем истории, но человеком и личностью с большой буквы. … Она пробудила у многих из нас интерес не только к истории, но к современному искусству, поэзии и театру». Из школы пришло увлечение историей.  Школьницей участвовала в археологических раскопках, проводившихся на территории минского замчища. Одновременно с программой средней школы в 1978 г.  завершила обучение на трехгодичных курсах английского языка при Центральном доме офицеров. Знание английского языка пригодится в будущей учебе и в научной работе.
В 1983 г. с отличием окончила исторический факультет Минского государственного педагогического института по специальности «история и иностранный язык (английский)». После получения диплома по распределению три года преподавала в минском профтехучилище № 10, готовившем кадры для Минского часового завода. Последовавшая за этим учеба в аспирантуре (1986–1989) БГПУ была завершена защитой в 1990 г. кандидатской диссертации «Подготовка квалифицированных рабочих в профессионально-технических училищах Белорусской ССР (1976–1985)».
В 1989 г. перешла на преподавательскую работу в Белорусский государственный педагогический университет имени Максима Танка. С самого первого дня вела занятия по дисциплинам «История Беларуси», «История культуры Беларуси», «История мировой художественной культуры», которые находились в стадии разработки учебного обеспечения: Республика Беларусь только начала разрабатывать собственную политику в области высшего образования. Тогда же по заданию Министерства образования Республики Беларусь возглавила проект «Культура Беларуси в контексте европейской культуры». Результатом его реализации стала первая в республике учебная программа  «Гiсторыя культуры Беларусi» (1993), другие публикации. В начальные годы работы в университете получила ученое звание доцента (1994), прошла стажировки в Шленском и Ягелонском университетах, закончила магистратуру Йоркского университета (1996, Англия).
Ирина Ромуальдовна вспоминает: «Мое пребывание в Йоркском университете в середине 1990-х годов было тесно связано с ежедневным общением и обменом идеями с доктором политических наук, доцентом департамента политологии Кейтом Алдерманом, который стал для меня основным научным консультантом по вопросам британских электоральных практик и партийных политик и просто хорошим другом. Моя самая первая англоведческая публикация появилась в 1997 г. в журнале «Representation. Journal of Representative Democracy» в соавторстве с Кейтом. Так  было положено начало моим изысканиям в области изучения Великобритании».
В 1997 г. Ирина Ромуальдовна сделала новый шаг в своей научной и педагогической карьере, поступив с темой диссертации  «Гендерная политика ведущих партий США и Великобритании в 1970–1990-е годы» в докторантуру БГПУ, проведя ее первые восемь месяцев в Ратгерском университете (США). Таким образом, сбор материалов для своей будущей диссертации, находящейся на междисциплинарном стыке социологии политики, всеобщей истории и гендерной истории, осуществляла  непосредственно в университетах и научных центрах стран изучения, а также работая в качестве приглашенного исследователя в библиотеке Центра Североамериканских исследований имени Дж. Ф. Кеннеди Свободного университета Берлина.
В 2001 г. в Совете по защите диссертаций БГУ защитила докторскую диссертацию  и одновременно вошла в преподавательский состав кафедры всеобщей истории БГПУ. С 2002 г. была избрана на должность профессора кафедры, в 2006 г. ей было присвоено звание профессора. С тех пор неизменно работает на этой кафедре (с 2005 г. – кафедра новой и новейшей истории), которая после реорганизаций  стала именоваться кафедрой всеобщей истории и методики преподавания истории. Одновременно работала профессором кафедры культурологии Белорусского государственного университета (2007–2019), в Институте истории НАН Беларуси (2013–2022).
С конца 1990-х гг. активно занималась подготовкой учебной литературы нового поколения для студентов высших учебных заведений. В соавторстве со своим отцом, кандидатом исторических наук, доцентом  Р.А. Чикаловым подготовили и издали учебное пособие «Западная Европа и Соединенные Штаты Америки (1815–1918 годы)»,  учебник «Новая история стран Европы и Северной Америки (1815–1918)» (М., 2005; Минск, 2009, 2013) и хрестоматию «Страны Западной цивилизации. XIX – начало ХХ в.» (2010).
В качестве председателя (на общественных началах) секции истории и обществоведения Научно-методического совета при Министерстве образования Республики Беларусь (2004–2012) координировала процесс научно-методической экспертизы учебной литературы для школ, участвовала в разработке концепции исторического образования, стандартов и программ по истории для общеобразовательных учреждений Беларуси.
Являлась членом экспертного совета по истории ВАК Республики Беларусь (2006–2015). Член совета по защите докторских диссертаций по истории при БГПУ. Подготовила четырех кандидатов исторических наук.
Входит в состав редакционных коллегий и редакционных советов ряда научных периодических изданий: Запад – Восток: Научно-практический ежегодник (Марийский госуниверситет): редколлегия; Вестник Рязанского государственного университета имени С.А. Есенина: редколлегия; Ученые записки Орловского государственного университета: редколлегия; Ученые записки. Электронный научный журнал Курского государственного университета: редсовет; Вестник Омского университета. Серия «Исторические науки»: редколлегия; Вестник Северо-Восточного государственного университета. История. Электронный научный международный журнал: редколлегия; Метаморфозы истории. Электронный научный журнал (Псковский государственный университет): редколлегия; Известия Смоленского государственного университета: редсовет; Научный диалог: редсовет (Екатеринбург); Веснік Палескага дзяржаўнага універсітэта. Серыя грамадскіх і гуманітарных навук: редколлегия; «Долгий XIX век» в истории Беларуси и Восточной Европы: исследования по Новой и Новейшей истории: редколлегия и др.

## Награды
Является стипендиатом Специального фонда Президента Республики Беларусь по поддержке талантливых молодых ученых – докторов наук (2002) и обладателем персональной надбавки за вклад в социально-экономическое развитие Республики Беларусь (2007). Награждена Благодарностями Высшей аттестационной комиссии Республики Беларусь (2011) и Института истории НАН Беларуси (2023); дипломом за лучшие достижения в 2018 г. среди научных сотрудников – докторов исторических наук Института истории НАН Беларуси; грамотой Отделения гуманитарных наук и искусств НАН Беларуси (2019); почетными грамотами Министерства образования Республики Беларусь (2008), Минского городского исполнительного комитета (2014) и Института истории НАН Беларуси (2021).

## Научная деятельность
В числе первых на постсоветском пространстве стала работать в русле методологии женской и гендерной истории. Тема представления женского персонального, общественного и политического опыта проходит через все крупные публикации. Выступила руководителем научной школы в рамках этого направления.
Один из пионеров новых научных направлений в белорусской историографии: истории женщин и гендерной истории, социологии политических партий, интеллектуальной истории, исторической имагологии, биографики.
С 2010-х гг. все больше расширяет диапазон как научных тем, так и методологических подходов. Изучает историю дореволюционного российского англоведения и американистики, межвоенную историографию Первой мировой войны, социальную память о Первой мировой войне.
Постоянный руководитель научных подзаданий  Государственных программ научных исследований («История и культура»). Среди них: «Социально-экономический и политический реформизм в новое время: опыт и проблемы», «Партии и общественные объединения стран Европы в социально-политических процессах последней трети XIX – начала XX века», «Англо-саксонский мир (экономика, политика, социум): итоги изучения в Российской империи (1801–1917)», «“Долгий девятнадцатый век” в истории европейских стран: исследовательские парадигмы и научные итоги изучения советской историографией (1918–1990 гг.)». Неоднократно руководила научными проектами, поддержанными БРФФИ.
Автор более 300 научных и научно-методических работ, в том числе семи монографий, учебника и учебных пособий для вузов, глав в коллективных трудах, многочисленных статей.

## Основные научные труды
Монографии
- Чикалова И.Р. Партии и власть в США и Великобритании: гендерная политика в 1970–1990-е годы: Монография. Минск: Тесей, 2000. 288 с.
- Чикалова И.Р. Англоведение в императорской России в именах и публикациях (1801–1917). СПб.: Алетейя, 2013. 392 с.
- Чикалова И.Р. Партии, профессиональные союзы, женские организации во Франции, Германии, Великобритании (1815–1914): Монография. Минск: Беларуская навука, 2015. – 392 с.
- Чикалова И.Р. Великобритания: изучение в Российской империи (XIX – начало XX в.). СПб.:  Алетейя, 2017. 576 с.
- Чикалова И.Р. Великобритания: осмысление исторического опыта в Российской империи (XIX – начало XX в.): Монография. Минск:  Беларуская навука, 2018.  414 с.
- Чикалова И.Р. (Не)забытая война: Первая мировая война в документах, публицистике, воспоминаниях и исследованиях современников (1914–1941):  Монография. Минск: Беларуская навука, 2022. 426 с.: ил.
- Чикалова И.Р. (Не)забытая война: Первая мировая война в документах, публицистике, воспоминаниях и исследованиях современников (1914–1941):  Монография. 2-е изд., доп. и перераб. Минск: Беларуская навука, 2024. 507 с.: илл.

Учебники и учебные пособия
- Чикалов Р.А., Чикалова И.Р. Западная Европа и Соединенные Штаты Америки (1815–1918 годы): Учебное пособие.  – Допущено Министерством образования Республики Беларусь в качестве учебного пособия для студентов высших учебных заведений по историческим специальностям. Минск: Тесей, 2000. 504 c.
- Чикалов Р.А., Чикалова И.Р. Новая история стран Европы и США. 1815–1918 гг.: Учебное пособие для вузов. М.: Высшая школа, 2005.  551 c.
- Чикалов Р.А., Чикалова И.Р. Новая история стран Европы и Северной Америки (1815–1918): учебник. Утверждено Министерством образования Республики Беларусь в качестве учебника для студентов высших учебных заведений по историческим специальностям. Минск: Вышэйш. шк., 2009. 686 с.
- Страны Западной цивилизации. XIX – начало ХХ в. Хрестоматия / авторы-сост.: И.Р. Чикалова, Р.А. Чикалов. – Допущено Министерством образования Республики Беларусь в качестве учебного пособия для студентов высших учебных заведений по историческим специальностям. Минск: Выш. шк., 2010. 528 c.
- Чикалов Р.А., Чикалова И.Р. Новая история стран Европы и Северной Америки (1815–1918): Учебник.  Утверждено Министерством образования Республики Беларусь в качестве учебника для студентов высших учебных заведений по историческим специальностям. 2-е изд. Минск: Выш. шк., 2013. 686 с.

Переводы на  русский язык
- Франция и Англия в межвоенный период. Пер. с англ. И. Чикаловой // История женщин на Западе: [в 5 т.] / [под общ. ред. Жоржа Дюби и Мишель Перро. СПб.: Алетейя, 2005–2015. Т. 5: Становление культурной идентичности в XX столетии / ред. тома: Франсуаза Тебо; [пер.: Н.Л. Пушкарева и др.]. СПб.: Алетейя, 2015.  622, [1] с.
- Современная женщина 1920-х годов, американский стиль. Пер. с англ. И. Чикаловой // История женщин на Западе: [в 5 т.] / [под общ. ред. Жоржа Дюби и Мишель Перро. СПб.: Алетейя, 2005–2015. Т. 5: Становление культурной идентичности в XX столетии / ред. тома: Франсуаза Тебо; [пер.: Н.Л. Пушкарева и др.]. СПб.: Алетейя, 2015. 622, [1] с.